# Marcus (släkt)
Marcus är namnet på en ursprungligen judisk släkt som härstammar från Marx Levien (skrevs även Marcus Levi och Mordche Segal). Inom släkten fanns tidigare ett hus i Norrköping som fideikommiss.

## Personer ur släkten
- Jacob Marcus (1749–1819), affärsman
- Aron Marcus (1800–1882), urmakare
- Ture Marcus (1878–1941), fotograf
- Gerda Marcus, gift Fall (1880–1952), journalist och översättare

## Galleri

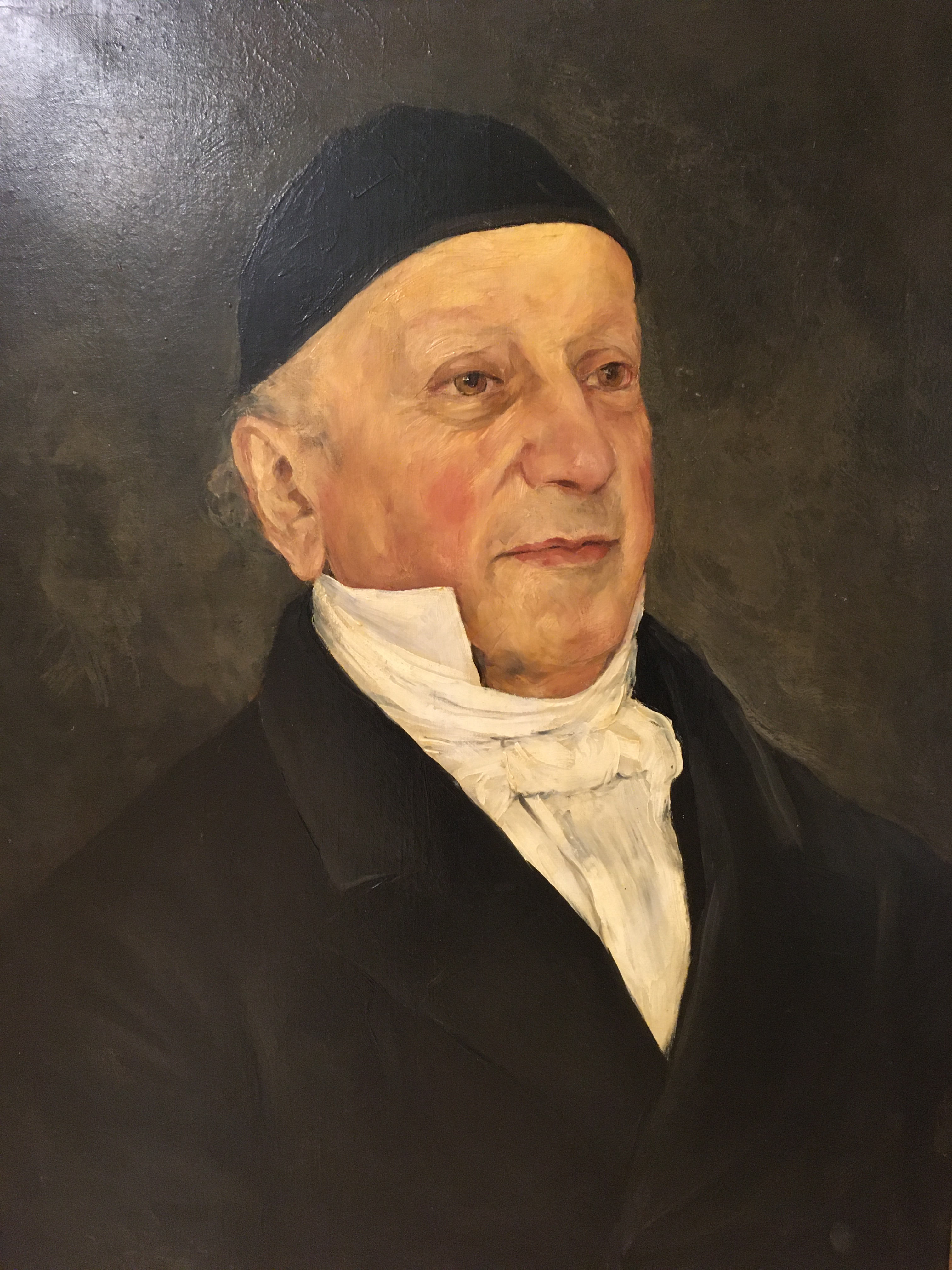
Aron Marcus.
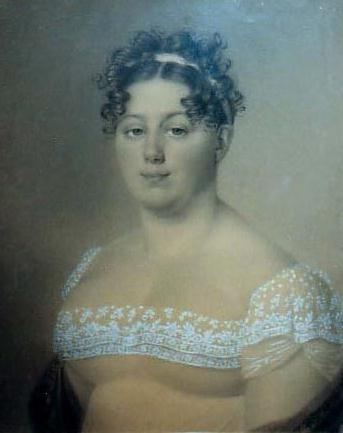
Lowisa Marcus, gift med Aron von Reis.
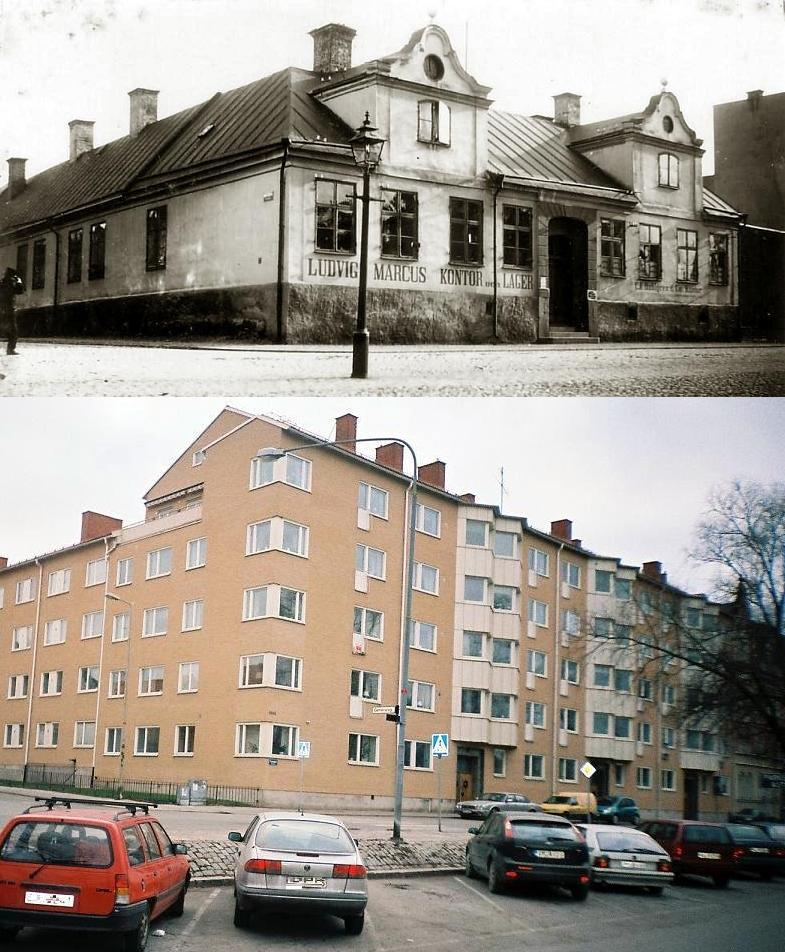
Marcusska gården före 1917 respektive samma plats 2009.